# Liste von Burgen, Schlössern und Festungen im Département Territoire de Belfort
Die Liste von Burgen, Schlössern und Festungen im Département Territoire de Belfort listet bestehende und abgegangene Anlagen im Département Territoire de Belfort auf. Das Département zählt zur Region Bourgogne-Franche-Comté in Frankreich.

Wappen des Départements Territoire de Belfort (90)
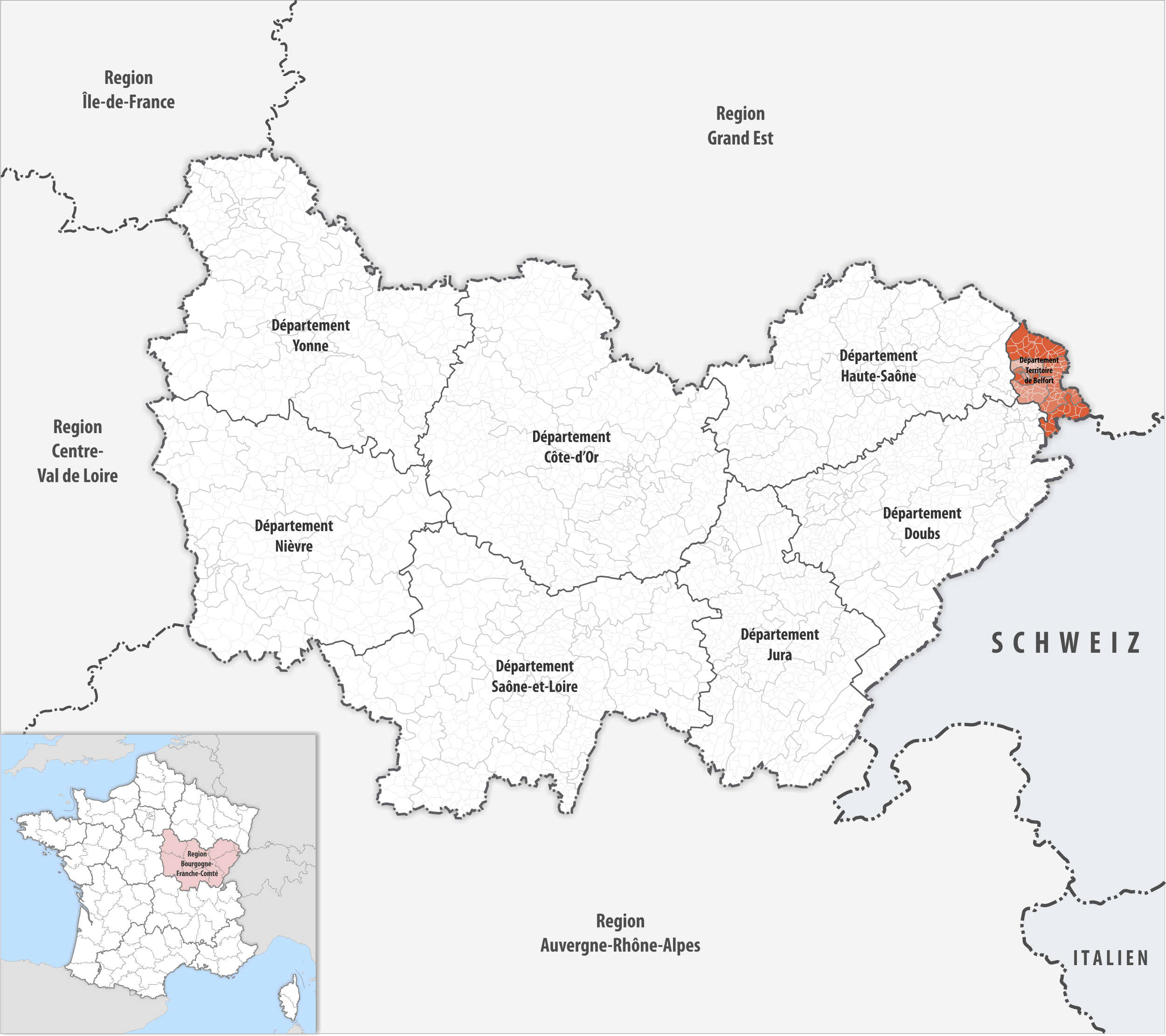
Lage des Départements Territoire de Belfort in der Region Bourgogne-Franche-Comté
Lage der Region Bourgogne-Franche-Comté in Frankreich

## Liste
Bestand am 5. August 2021: 5
| Name deu / fra                         | Gemeinde / Lage                            | Typ (Untertyp) | Bemerkungen                                                                              | Bild |
| -------------------------------------- | ------------------------------------------ | -------------- | ---------------------------------------------------------------------------------------- | ---- |
| Zitadelle Belfort Citadelle de Belfort | Belfort 47,636627° N, 6,864731° O          | Festung        | Die einstige mittelalterliche Burg wurde ab dem 17. Jahrhundert in eine Festung umgebaut |      |
| Schloss Delle Château de Delle         | Delle 47,5075° N, 6,99778° O               | Schloss        | Heute das Rathaus (Hôtel de ville)                                                       |      |
| Burg Florimont Château de Florimont    | Florimont 47,509557° N, 7,067083° O        | Burg           | Ruine, der Rundturm ist ein Neubau von 1892                                              |      |
| Burg Le Rosemont Château du Rosemont   | Riervescemont 47,7614° N, 6,863° O         | Burg           | Ruine                                                                                    |      |
| Burg Rotenberg Château de Rougemont    | Rougemont-le-Château 47,7479° N, 6,9668° O | Burg           | Ruine                                                                                    |      |